# 吳天祐
吳天祐（1465年—？），字吉甫，浙江紹興府餘姚縣人，民籍，明朝政治人物。

## 生平
弘治五年（1492年）壬子科浙江鄉試第十六名舉人。弘治六年（1493年）聯捷癸丑科會試第七十八名，三甲第一百零五名進士。弘治八年（1495年）任福建松溪縣知縣。

## 家族
曾祖吳茂仁；祖父吳雍；父吳一誠，深州知州。母魏氏。具庆下。